# Cristina Rivera Garza
Cristina Rivera Garza (Matamoros, Tamaulipas, 1º ottobre 1964) è una scrittrice e storica messicana, professoressa al College of Liberal Arts and Social Sciences dell'Università di Houston, nota per i suoi racconti brevi e romanzi come Nadie me verá llorar (Nessuno mi vedrà piangere) scritto nel 1999, vincitrice nel 2024 del Premio Pulitzer nella categoria memoir/autobiografia.
Lo scrittore messicano Carlos Fuentes descrisse Nadie me verá llorar come "una delle opere di narrativa più importanti della letteratura, non solo messicana, ma anche spagnola, dell'inizio del secolo".  Ha vinto diversi premi letterari tra cui il "Premio Anna Seghers" per la letteratura latinoamericana nel 2005; in due occasioni (l'unica autrice a vincerlo due volte) il "Premio Sor Juana Inés de la Cruz" nel 2001 e nel 2009; il premio per racconti brevi "Juan Vicente Melo"; il "Premio Roger Caillois" per la letteratura latinoamericana nel 2013. 
Ha insegnato storia e scrittura creativa in varie università e istituzioni, tra cui l'Università Nazionale Autonoma del Messico (UNAM), Tec de Monterrey, Campus Toluca e l'Università della California, San Diego. Vive negli Stati Uniti dal 1989. 

## Biografia
Cristina Rivera Garza è nata nell'ottobre 1964 a Matamoros, Tamaulipas, nel nord-est del Messico, vicino al confine con gli Stati Uniti.  Ha desiderato scrivere sin dall'adolescenza.
Si è laureata in sociologia urbana presso l'ENEP-Acatlán (oggi FES Acatlán) dell'Università Nazionale Autonoma del Messico (UNAM), per poi conseguire il master in Storia dell'America Latina presso l'UNAM e il dottorato di ricerca in Storia presso l'Università di Houston (1995).  La sua tesi di dottorato riguardava la sottomissione del corpo umano al potere statale nei manicomi all'inizio del XX secolo in Messico. Le sue ricerche storiche sulle definizioni popolari di follia e sulla storia della psichiatria in Messico all'inizio del xx secolo sono apparse, tra le altre, sulle riviste Hispanic American Historical Review, Journal of the History of Medicine e Allied Sciences, in Inghilterra. in Argentina e negli Stati Uniti. Suoi testi sono stati pubblicati in antologie e quotidiani e riviste nazionali. Alcuni dei suoi libri sono stati tradotti in inglese, italiano, portoghese, tedesco, coreano, francese e sloveno.

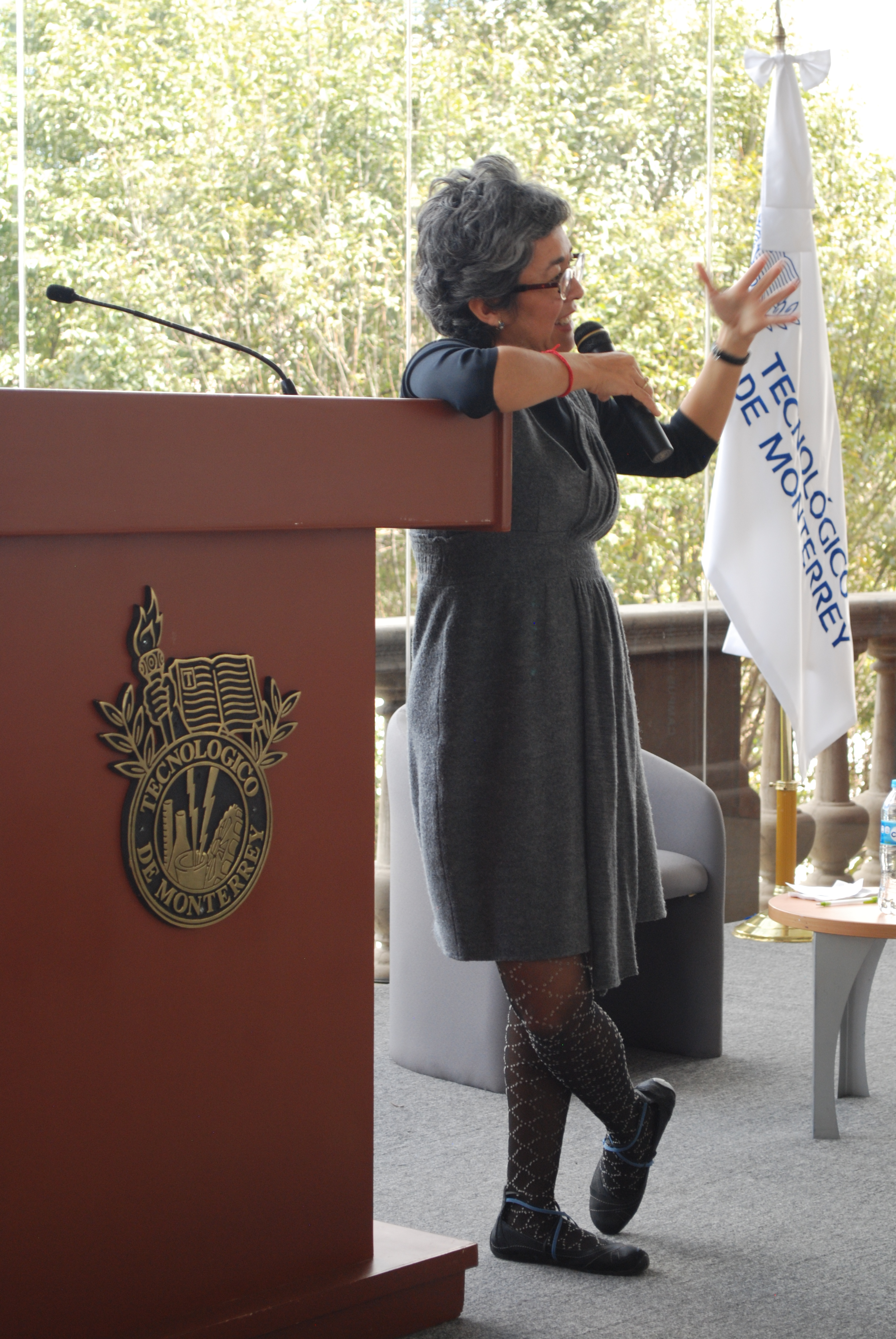
L'autrice presenta il suo libro El mal de la taiga all'Instituto Tecnológico y de Estudios Superiores de Monterrey, Campus Ciudad de México

Ha vissuto in vari luoghi del Messico e degli Stati Uniti, sviluppando la sua carriera di insegnante su entrambi i lati del confine, vivendo a Città del Messico, Toluca, Houston e San Diego. Rivera Garza ha trascorso alcuni dei suoi "anni decisivi" studiando a Città del Messico, che secondo lei le ha dato un rapporto personale e intimo con la città, cosa che ha descritto nel suo romanzo Nadie me verá llorar. Tuttavia, non si è mai trasferita definitivamente nella capitale, che è il centro letterario del Messico, facendola sentire fuori dalla scena letteraria del paese. Ha anche affermato che non le piace la concentrazione della cultura messicana nella capitale.
Anche se rifiuta di usare le parole per descrivere se stessa, afferma che "io sono me e la mia tastiera". Afferma che la sua personalità non è fissa e ciò sarebbe limitante.  Rivera Garza mantiene interessi per la narrativa, la storia e la natura del linguaggio/comunicazione umana. Crede che la scrittura possa essere una questione di vita o di morte e che gli scrittori dovrebbero comportarsi male nella vita reale così come nell'immaginazione per essere connessi al mondo e meglio capaci di raccontare storie.

## Opere

### Romanzi
- Desconocer, finalista del Premio Juan Rulfo per il primo romanzo, 1994.
- Nadie me verá llorar, México/Barcelona, Tusquets, 1999, tradotto in inglese, portoghese e italiano, con cui ha vinto il Premio Nazionale del Romanzo José Rubén Romero nel 1997, l'IMPAC-CONARTE-ITESM nel 1999 e il Premio Sor Juana Inés de la Cruz nel 2001.
- Nadie me verá llorar, México: Tusquets, 2014. 15º anniversario della sua pubblicazione con un prologo inedito.
- La cresta de Ilión, México/Barcelona, Tusquets, 2002,  finalista del Premio Iberoamericano Rómulo Gallegos nel 2003. Tradotto in italiano come Il segreto, ed. Voland, 2010; tradotto in inglese da Sarah Booker come The Iliac Crest, ed. La stampa femminista, 2017.
- Lo anterior, México, Tusquets, 2004.
- La muerte me da, México/Barcelona, Tusquets, 2007, Premio Sor Juana Inés de la Cruz nel 2009.
- Verde Shanghai, México/Tusquets, 2011.
- El mal de la taiga, México/Tusquets, 2012.
- Autobiografía del algodón, México /Literatura Random House, 2020.
- El invencible verano de Liliana, Random House, 2021.[13]

### Storia
- La guerra no importa, Mortiz, 1991,  con cui ha vinto il Premio Nazionale per i racconti brevi di San Luis Potosí nel 1987.
- Ningún reloj cuenta esto, México, Tusquets, 2002, con cui ha vinto il Premio Nazionale per racconti brevi Juan Vicente Melo nel 2001.
- La frontera más distante, México/Barcelona, Tusquets, 2008.
- Allí te comerán las turicatas, México, La Caja de Cerillos Ediciones/DGP, 2013.

### Poesía
- La más mía, México, Tierra Adentro, 1998.
- Los textos del yo, México, Fondo de Cultura Económica, 2005.
- Bianco, Anne-Marie, La muerte me da, Toluca, ITESM-Bonobos, 2007.
- El disco de Newton, diez ensayos sobre el color, México, Dirección de Literatura, UNAM, Bonobos, 2011.
- Viriditas, Guadalajara, Mantis/UANL, 2011.

### Ópera
- Viaje - in collaborazione con Javier Torres Maldonado, opera commissionata dal Festival Internazionale Cervantino.[14]

### Saggi
- Dolerse. Textos desde un país herido, México, Sur+, 2011.
- Rigo es amor. Una rocola a dieciséis voces, México, Tusquets/ITCA, 2013.
- Los muertos indóciles. Necroescrituras y desapropiación, México, Tusquets, 2013.
- Condolerse. Textos desde un país herido II.
- Había mucha neblina o humo o no sé qué, México, Random House, 2016.